# Sphaenognathus giganteus
Sphaenognathus giganteus is een keversoort uit de familie vliegende herten (Lucanidae). De wetenschappelijke naam van de soort is voor het eerst geldig gepubliceerd in 1911 door Boileau.